# Taj Mahal (gra)
Taj Mahal (niem. Tadsch Mahal) – gra planszowa z gatunku eurogier autorstwa Reinera Knizi, wydana w 2000 roku w Niemczech przez wydawnictwo Alea. Gra zdobyła prestiżową nagrodę Deutscher Spiele Preis 2000.
Tytuł nawiązuje do Tadź Mahal – indyjskiego mauzoleum wzniesionego przez Szahdżahana z dynastii Wielkich Mogołów, na pamiątkę przedwcześnie zmarłej, ukochanej żony Mumtaz Mahal. Podczas rozgrywki składającej się z dwunastu tur gracze licytują w każdej z nich co najwyżej sześć różnych nagród. 

## Zawartość
- 1 plansza
- 100 pałaców
- 5 znaczników punktacji
- 2 znaczniki pomocnicze
- 100 kart
- 1 złoty pierścień (korona)
- 15 ośmiokątnych żetonów prowincji
- 24 owalne żetony postaci[1].

## Nagrody
- Deutscher Spiele Preis 2000 – wygrana
- Essener Feder 2000  – wygrana[2]